# سن-فیلیبر، کبک
سن-فیلیبر (به فرانسوی: Saint-Philibert) شهری در منطقه شهری بوس-سارتیگان ناحیه شودییر-آپالاش در استان کبک کانادا است. در سرشماری سال ۲۰۱۱ این شهر ۳۸۴ نفر جمعیت داشته‌است و مساحت آن ۵۷٫۲۶ کیلومتر مربع است.